# Hangarweg

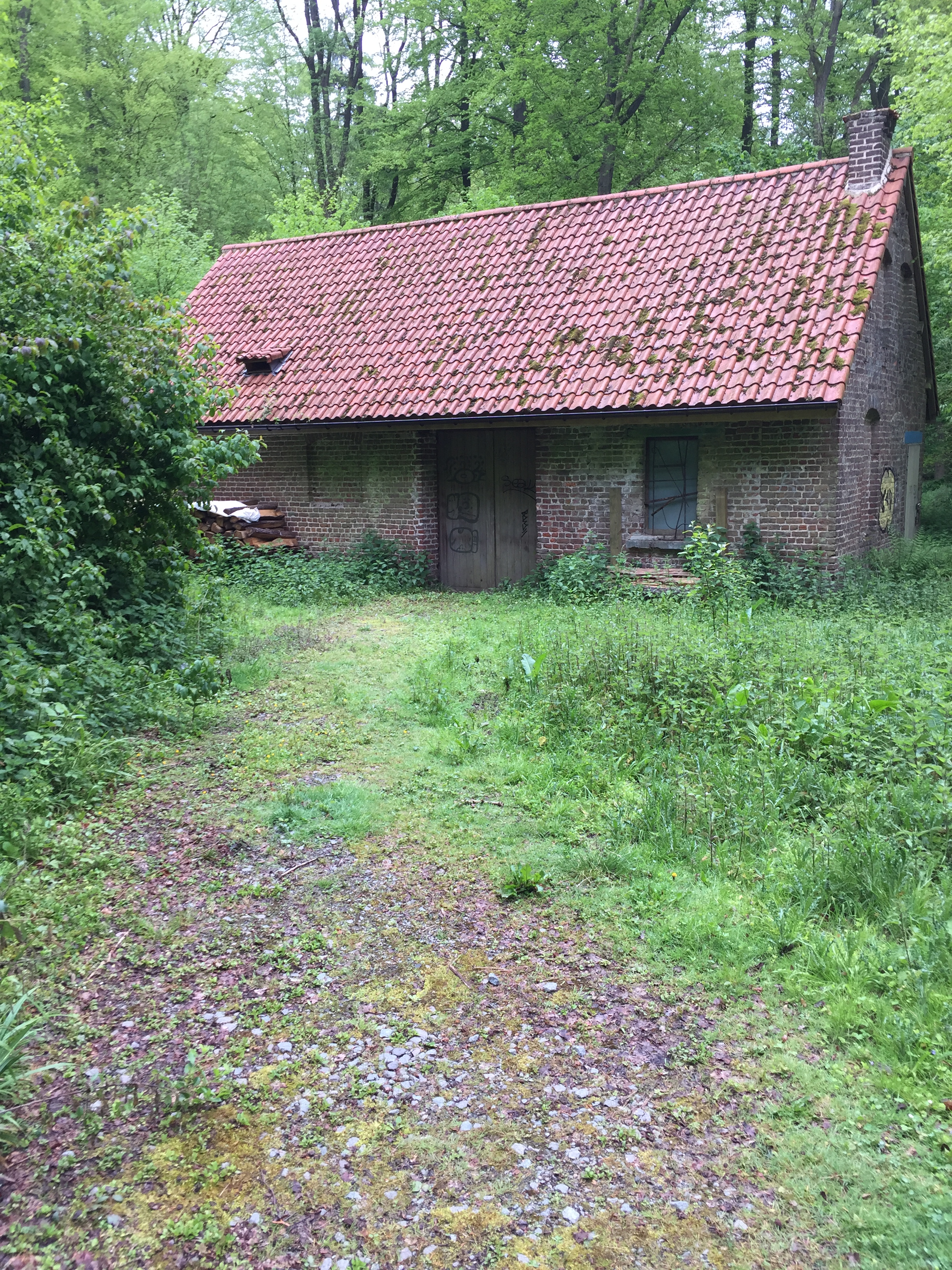
Spoorwegloods aan de Hangarweg in het Zoniënwoud

De Hangarweg (Frans: Chemin du Hangar) is een weg in de Brusselse gemeente Ukkel.

## Locatie en toegang
Deze dreef verbindt parallel lopend met en ten oosten van de Lorrainedreef de Sint-Hubertusdreef met de Tweebergenweg in het Zoniënwoud.

## Oorsprong van de naam
De weg werd genoemd naar een loods (hangar) van het Decauville-bosspoor in het Zoniënwoud uit de periode van 1902 tot 1918 die later dienst deed als opslagplaats en schuilplaats voor boswachters. Vroeger werd de weg de Sperwersweg (in het Frans: Chemin des Éperviers) genoemd.